# Флирт (журнал)
«Флирт» — журнал, бесплатно распространяемый в московском регионе. Существует в двух форматах: на А5 и А4. Тираж журнала исчисляется сотнями тысяч экземпляров. Несколько страниц каждого номера отведены под статьи о сексе и здоровье, всё остальное пространство журнала заполняют объявления проституток. Распространители раздают журнал у станций метро, у супермаркетов, водителям в «пробках», оставляют его под дворниками припаркованных машин. Издатели журнала позиционируют его как «рекламно-информационное» издание и «журнал знакомств».
В 2012 году Роскомнадзором была проведена экспертиза, которая установила, что заявленная при регистрации рекламно-информационная тематика не соответствует эротическому контенту издания, что в соответствии с пунктом 1 статьи 15 Закона о СМИ является основанием для признания судом недействительным свидетельства о регистрации СМИ. «В судах мы последовательно доказываем, что это эротические журналы, и прекращаем действие их свидетельств о регистрации СМИ. Но через какое-то время появляются новые клоны „Флирта“ — формально отказать им в регистрации мы не имеем права», — говорит Вадим Ампелонский.